# 高里布爾烏帕齊拉
高里布爾乌帕齐拉是孟加拉国邁門辛縣的一个乌帕齐拉，位於邁門辛专区的邁門辛縣。。

## 人口
據1991年孟加拉國人口普查，高里布爾共有戶數48,378戶，人口247945人。其中男性佔比50.71%，女性佔比49.29%；成年人口125,167人。該地7歲以上人口之平均識字率為26.4%。